# 毕宝文
毕宝文（1960年7月—），山东淄博人。男，汉族。1980年7月参加工作，1985年4月加入中国共产党。

## 生平
曾任山东省公安厅经济文化保卫处科员、副科长、科长、副处长，日照市公安局副局长，日照市公安局长、党委书记，滨州市公安局局长，山东省公安厅副厅长。2012年4月，任山东省公安厅党委副书记、副厅长。2015年1月，任山东省公安厅常务副厅长。
2016年5月，任黑龙江省公安厅党委书记、督察长。同年6月，任黑龙江省公安厅厅长、党委书记、督察长。2017年4月，任黑龙江省人民政府副省长。